# Лазар Дуков
Лазар Дуков (Вълюв) – едър земевладелец, общественик и политик.
Роден е в Девня през 1838 г. в семейството на Чорбаджи Дука Вълюв – възродителя на Девня след Руско-турската война от 1828 – 1829 г.
Народен представител от Провадийската околия във II ОНС, III ОНС, IV ОНС, III ВНС, VII ОНС, VIII ОНС, X ОНС, XII ОНС.
Членува във Варненския окръжен съвет (1884 – 1885 г.), в комисията по изплащане на реквизициите от времето на Сръбско-българската война (1885 г.) и във Варненското археологическо дружество (1906 – 1907 г.), където е член-кореспондент.
От 1894 до 1895 г. председателства Варненския окръжен съвет.
Умира в Девня на 27 май 1907 г.